# Aria (banda)
Aria (en ruso: Ария) es una banda rusa de heavy metal formada en 1985, que ocupa un lugar entre las mejores 10 bandas de Rusia. La música de Aria se asemeja  al sonido de las bandas de la NWOBHM, siendo conocidos por la prensa como los Iron Maiden rusos. La mayoría de las letras de Aria han sido escritas por la poeta rusa Margarita Pushkina.
Aria es la raíz de la llamada familia Aria, varias bandas formadas por sus antiguos miembros. 
En 1987, cuatro exmiembros de Aria formaron la banda Master, que todavía está considerada, junto con Aria, una de las más influyentes bandas rusas de metal. El vocalista Valeri Kipelov, quien era la principal voz de la banda en la mayoría de los álbumes del grupo, se marchó en 2002 y formó su propia banda de heavy metal, Kipelov.
Till Lindemann y Richard Kruspe, de Rammstein, versionaron la canción de Aria, Shtil' (Штиль). En este cover, el nombre de la canción es germanizado, renombrada como Schtiel.
Sus portadas suelen ser realizadas por el artista Leo Hao, quien también ha trabajado para grupos como Blind Guardian o Iced Earth.

## Historia

### Comienzos
La banda fue fundada por el guitarrista Vladimir Holstinin y el bajista Alik Granovsky, dos miembros de VIA Poyushie Serdsa y ambos miembros de la disuelta Alpha. La idea de Holstinin de crear una banda de heavy metal fue aceptada por Granovsky con entusiasmo. En 1985 tenían todo el material que necesitaban para grabar y solo faltaba encontrar un estudio y un cantante. Ofrecieron a Victor Vekshtein ser el mánager del grupo y les permitiese usar su estudio. El puesto de vocalista del grupo fue rápidamente ocupado por Valery Kipelov.
Se puso el nombre de Ария porque al grupo le parecía corto, pegadizo y fácil de traducir como Aria. Hay otra versión que dice que la idea de llamar al grupo así fue de Holstinin, que tenía una guitarra de la marca japonesa Aria. A los miembros y fanes de Aria se les suele llamar ariytsi (noble en ruso).
Según la página web del grupo, el aniversario de la banda es el 31 de octubre de 1985, fecha en la que terminan su primer álbum, "Maniya Velichiya" (Мания Величия). El disco llamó la atención entre los seguidores de metal porque era muy diferente al hard rock que se tocaba en la URSS por entonces.
"Maniya Velichiya" (Megalomanía) fue grabado con Holstinin como único guitarrista, Alexander Lvov como baterista y Kirill Pokrovsky como teclista. El grupo buscó un segundo guitarrista para sus conciertos y encontró a Andrey Bolshakov. Además, Igor Molchanov (miembro de Alpha) remplazó a Lvov en la batería.
Su primera actuación en directo fue el 5 de febrero de 1986, en DK MAI. La banda fue bien recibida por el público, apareciendo en los festivales "Rock-Panorama-86" y "Lithuanika-86". Aunque continuaban siendo ignorados por la prensa, su popularidad fue creciendo.
En noviembre de 1986 grabaron su segundo disco, S kem ty? ("¿Con quién estás?"). Por entonces, la banda estaba dividida por la dirección que estaban tomando y la gestión de Victor Vekshtein como mánager. Después de una gira en enero de 1987, Granovsky, Bolshakov, Molchanov y Pokrovsky abandonaron el grupo (los dos primeros formaron la banda de thrash metal Master). Fueron remplazados por Vitaly Dubinin (amigo de la universidad de Holstinin) al bajo, Sergey Mavrin como segundo guitarrista y Maxim Udalov en la batería. Después de su primer gran concierto desde su reorganización y de una posterior gira acallaron los rumores sobre el fin de la banda.

### Llega la fama
En agosto de 1987, Aria comienza a trabajar en su próximo trabajo, "Geroy Asfalta" (Héroe del asfalto), considerado uno de los mejores discos del grupo. Este álbum fue el primero publicado por Melodiya. Con este disco lograron vender alrededor de un millón de copias y lograr llenos en todos sus conciertos. Grabaron un vídeo de la canción Rose Street en la que aparecían sus seguidores en masa.
Durante esa época, las relaciones con su mánager llegaron a un punto crítico. Debido a esto, en octubre de 1988 Udalov abandona la banda, siendo sustituido por Aleksandr Maniakin en noviembre de ese mismo año. En el siguiente año publicarían su cuarto álbum, "Igra s ogniom" (Jugando con fuego), con Yuriy Fishkin como nuevo mánager.

### Década de los 90
En 1990, después de celebrar su 5º aniversario con varias actuaciones en directo, comienzan a trabajar en su siguiente álbum, que saldría al mercado en 1991 bajo el título de "Krov za krov" (Sangre por sangre).
Durante la primera mitad de los 90 la banda comienza a verse con menos regularidad, reduciendo sus actuaciones. En 1994 crean su propio sello, ARIA Records y firman un contrato por cinco años con la discográfica MOROZ Records. Como resultado, se reeditan los cinco primeros álbumes de la banda, incluyendo material inédito anterior a sus primeros trabajos. 

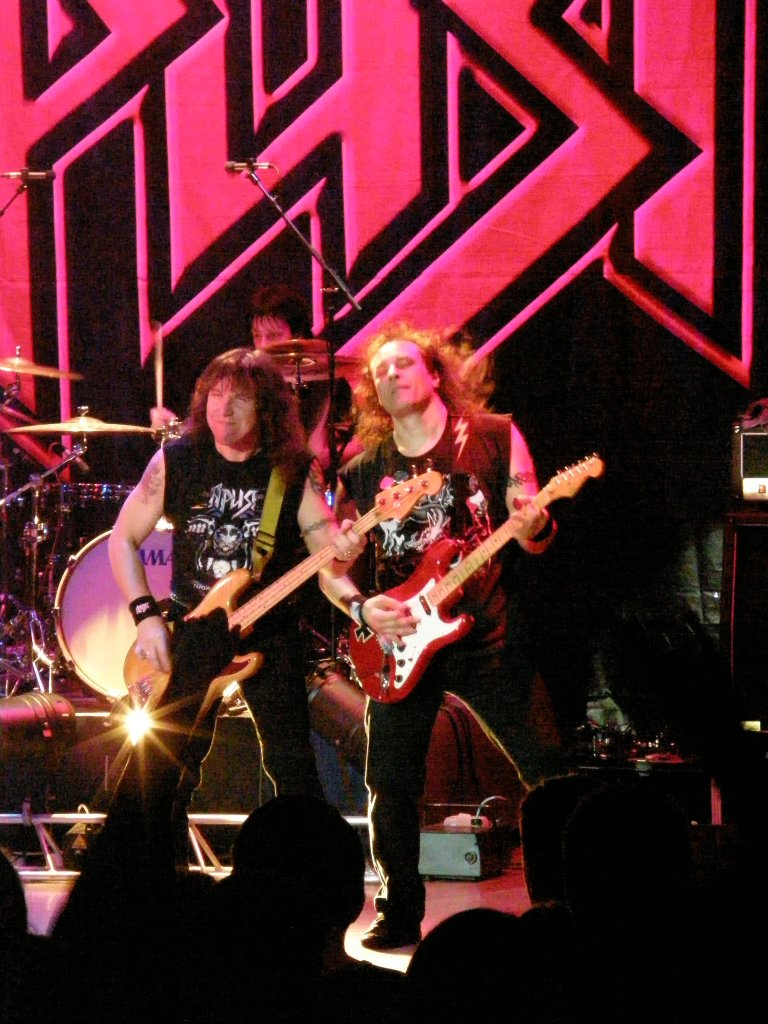
Dubinin (izquierda) y Holstinin, los líderes del grupo. Tras ellos, Max Udalov.

En septiembre de ese año la banda hace una gira de dos semanas por siete ciudades de Alemania, tocando incluso en el Hard Rock Café de Berlín. Al final de esta gira, el grupo tiene problemas con los organizdores, lo cual también causa problemas dentro de la banda. Cuando finaliza la gira, Kipelov deja de acudir a las grabaciones en el estudio, donde la banda estaba trabajando en su próximo disco, y se une a Master. En diciembre Alexey Bulgakov, cantante de Legion, se une al grupo. En enero, Sergey Mavrin se marcha del grupo ya que no quiere continuar sin su amigo Kipelov, y es sustituido por Sergey Terentyev. Aunque en un principio solo era un músico invitado, acabó uniéndose al grupo definitivamente.
Kipelov regresaría a la banda enseguida, debido a las amenazas de sanción de MOROZ Records por haber roto su contrato. Se convertiría en el cantante principal en el nuevo álbum de Aria, "Noch koroche dniya" (La noche es más corta que el día), que se lanzó en septiembre de 1995. Con Sergey Zadora como nuevo mánager, la banda dio una serie de conciertos en Moscú y sus alrededores, grabando el vídeo Made in Russia. El vídeo alcanzó posiciones elevadas en los charts.
En 1997, Kipelov y Mavrin se reúnen en el dúo Dark Ages. Vitaly Dubinin y Vladimir Holstinin también graban juntos un disco titulado AvARIA, haciendo Vitaly las voces.
En 1998 Aria realiza "Generator Zla" (Generador del mal), donde Terentyev se estrena como compositor. Posteriormente el grupo graba en 2001 "Himera" (Quimera) y el sencillo "Poteryannyy Ray" (Paraíso perdido), que llega a altos puestos en la radio rusa NASHE y que eleva a la banda a un nuevo nivel de popularidad.

### "El Día del Juicio"
Este nuevo disco permite al grupo tocar en el prestigioso festival moscovita Nashestvie, donde el grupo tocó con una orquesta sinfónica. Esto da una idea al grupo de realizar una gira con una orquesta y lanzar un disco en vivo. Sin embargo, nunca se llegó a grabar, debido a la tensión durante la gira entre el grupo y su mánager. 
Kipelov rechaza grabar otro disco con Aria, que ya estaba compuesto por Dubinin y Holstinin, y decide dedicarse a su carrera en solitario. Sergey Terentyev, Alexander Maniakin y la mánager del grupo Rina Lee le apoyan, oponiéndose a los dos líderes de la banda y al productor Yuri Sokolov. La gira con la orquesta sinfónica se convierte en un tour de despedida. Después del concierto del 31 de agosto de 2002 en Luzhniki, Moscú, llamado El Día del Juicio (posteriormente pasó a ser el nombre para el conflicto de esta ruptura), Kipelov, Terentyev y Maniakin abandonan Aria, y juntos forman el grupo Kipelov.

### La nueva cara de Aria

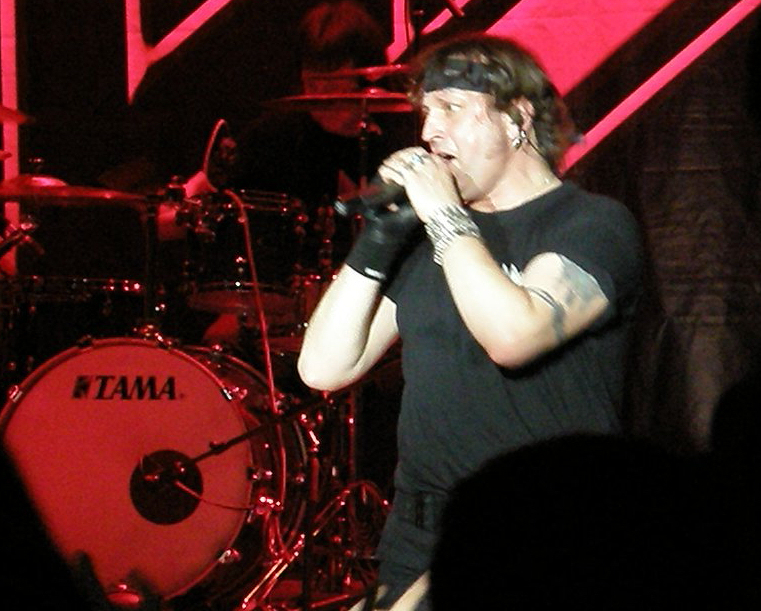
Arthur Berkut, actual vocalista de Aria.

Desmintiendo los rumores de que Holstinin iba a disover el grupo y formar otro llamado Himera, en noviembre de 2002 se organiza una nueva aparición de Aria. Sergey Popov de Master pasa a ser el segundo guitarrista, Arthur Berkut (ex-Autograph (banda rusa)) es invitado a ser el nuevo vocalista y regresa el batería Max Udalov. El 5 de diciembre Aria lanza el sencillo "Kolisey" (Coliseo), seguido del disco "Kreshchenie Ognyom" (Bautismo de fuego) y el vídeo de Kolisey.
Las canciones «Kolisey» y «Kreshchnie ognyom» llegan a ser números 1 en los charts, a pesar de que muchos seguidores lo criticaban, ya que no consideraban que la voz de Berkut fuera la ideal para Aria.
En 2004 Berkut y Holstinin participan en la ópera-metal Elven Manuscript, de Epidemia. Arthur interpreta al anciano hechicero Irdis y Vladimir toca el laúd y produce la ópera.
En 2005 Aria celebra su 20º aniversario con una nueva gira. En ella son invitados los antiguos miembros de la banda, Master y Sergey Mavrin. El grupo Kipelov no participa debido a que se encontraba en su propia gira.
En 2006 publican "Armageddon" (Armagedón), un nuevo disco esta vez bajo el sello de CD Maximum. Para este disco Aria invita a dos nuevos letristas y Berkut debuta como compositor.
El 3 de abril de 2008 Kipelov y Mavrin hacen una breve reunión con Aria para celebrar los 20 años de la grabación de su tercer disco, Geroy Asfalta.
En 2009 publican el sencillo "Pole Bitvy" (Campo de batalla) como parte de la preparación para su próximo álbum.

## Discografía
| Año  | Título             | Traducción                       |
| ---- | ------------------ | -------------------------------- |
| 1985 | Mania Velichia     | Megalomanía                      |
| 1986 | S Kem Ty?          | ¿Con quién estás?                |
| 1987 | Geroy Asfalta      | Héroe del asfalto                |
| 1989 | Igra s Ognyom      | Jugando con fuego                |
| 1991 | Krov za Krov       | Sangre por sangre                |
| 1995 | Noch Koroche Dnia  | La noche es más corta que el día |
| 1998 | Generator Zla      | Generador del mal                |
| 2001 | Himera             | Quimera                          |
| 2003 | Kreshchenie Ognyom | Bautismo de fuego                |
| 2006 | Armageddon         | Armagedón                        |
| 2011 | Fenix              | Fénix                            |
| 2014 | Cherez vse vremena | A través de todo el tiempo       |

## Miembros

### Actuales
- Vladimir Holstinin (Владимир Холстинин) - guitarrista (1985- presente)
- Sergey Popov (Сергей Попов) - guitarrista (2002- presente)
- Vitaly Dubinin (Виталий Дубинин) - bajista, coros (1987- presente)
- Maxim Udalov (Максим Удалов) - baterista (1987-1988, 2002- presente)
- Mikail Zhitnyakov (Михаил Житняков Vocalista (2011- presente)

### Anteriores
- Alexander Lvov (Александр Львов) - baterista (1985)
- Andrey Bolshakov (Андрей Большаков) - guitarrista (1985-1987)
- Alik Granovsky (Алик Грановский) - bajista (1985-1987)
- Igor Molchanov (Игорь Молчанов) - baterista (1985-1987)
- Kirill Pokrovsky (Кирилл Покровский) - teclista (1985-1987)
- Sergey Mavrin (Сергей Маврин) - guitarrista (1987-1994)
- Valeri Kipelov (Валерий Кипелов) vocalista (1985-2002)
- Aleksandr Maniakin (Александр Манякин) - baterista (1988-1995)
- Sergey Terentyev (Сергей Терентьев) - guitarrista (1995-2002)
- Arthur Berkut (Артур Беркут) - Vocalista (2002- 2011)